# Olumuyiwa Famutimi
Olumuyiwa Famutimi (* 21. Februar 1984 in Toronto, Ontario) ist ein kanadischer Basketballspieler. Als hoffnungsvolles Nachwuchstalent gehandelt, gelang dem kanadischen Nationalspieler schlussendlich nicht der Sprung in die am höchsten dotierte Profiliga NBA. Nach zwei Jahren in der NBA Development League (D-League) spielte Famutimi als Profi in Europa, dabei war der Teilnehmer an der WM-Endrunde 2010 auch in der Basketball-Bundesliga 2010/11 für den deutschen Erstligisten Giants Düsseldorf aktiv.

## Karriere
Bereits während seiner Schulzeit wechselte Famutimi an eine High School nach Flint (Michigan) in die Vereinigten Staaten. Zwischenzeitlich wurde er 2002 unter den zehn besten Basketballspielern seiner Altersklasse in Nordamerika geführt und erhielt auch eine Einladung zum renommierten McDonald’s All-American Game 2003 der besten High-School-Basketballspieler. Nach einer schwerwiegenden Verletzung verlor er diesen Rang alsbald und bekam schließlich noch ein Stipendium der University of Arkansas, wo er von 2003 an für die Hochschulmannschaft Razorbacks in der Southeastern Conference (SEC) der NCAA Division I spielte. Nach zwei Jahren meldete sich Famutimi etwas voreilig zum Entry Draft der am höchsten dotierten Profiliga NBA an und wurde prompt nicht ausgewählt. Ohne Rückkehrmöglichkeit in den Collegebasketball der NCAA bekam er schließlich einen Vertrag bei den RimRockers in der D-League. Auch hier konnte er sich nicht nachhaltig für die NBA empfehlen und wechselte nach zwei Jahren schließlich nach Europa. 
Von 2007 an spielte Famutimi für den Verein Chimik aus Juschne in der Ukraine, mit dem er jeweils den dritten Platz in der nationalen Meisterschaft 2008 und 2009 erreichte. Nach dem fünften Platz bei der Amerikameisterschaft 2007 hatte er mit der kanadischen Nationalmannschaft beim vorolympischen Qualifikationsturnier 2008 in Athen eine zusätzliche Qualifikationsmöglichkeit für das olympische Basketballturnier. Im Viertelfinale des Qualifikationsturniers scheiterte man bei der 62:83-Niederlage gegen Kroatien letztendlich deutlich. In der Saison 2009/10 spielte Famutimi in der Türkiye Basketbol Ligi für Oyak Renault aus Bursa. Der Verein konnte sich auf dem drittletzten Tabellenplatz am Saisonende den Klassenerhalt sichern. Nach dem vierten Platz bei der Amerikameisterschaft 2009 war die kanadische Herrenauswahl für die WM-Endrunde 2010 in der Türkei qualifiziert, bei der man jedoch alle fünf Vorrundenspiele verlor und auf dem 22. und drittletzten Platz eingestuft wurde.
Für die Saison 2010/11 gab Famutimi seine Zusage zunächst dem französischen Erstligisten Paris-Levallois Basket und absolvierte Ende September einen Einsatz in der Qualifikation zur EuroChallenge 2010/11, bevor er noch vor Saisonbeginn der nationalen Meisterschaft zum deutschen Erstligisten Gloria Giants aus Düsseldorf wechselte, wo er mit seinem Nationalmannschaftskollegen Ransford Brempong zusammenspielte. Nach einer hartnäckigen Knieverletzung zum Jahresende 2010 absolvierte Famutimi anschließend jedoch kein Spiel mehr und die Mannschaft stieg nach nur sieben Siegen in 34 Saisonspielen als Tabellenletzter der Basketball-Bundesliga 2010/11 aus der höchsten Spielklasse ab. Für die Saison 2011/12 ging Famutimi zurück in die Türkei zu TED Kolejliler SK aus Ankara in die zweite Liga. Der Verein schaffte zwar am Saisonende die Rückkehr in die höchste nationale Spielklasse, doch Famutimi wechselte in den Bahrain zum Verein al-Manama. Zu Beginn der Saison 2013/14 war Famutimi zunächst wieder in Europa aktiv und spielte für Inter aus Bratislava in der Slowakei, bevor er sich in seiner kanadischen Heimat den Rainmen aus Halifax in der National Basketball League of Canada anschloss.